# 林祖傑
林祖傑（1991年5月13日—），為台灣棒球選手，目前效力於中華職棒統一7-ELEVEn獅，守備位置為內野手，亦可擔任外野手。於2018年季中選秀會落選被統一7-ELEVEn獅以自主培訓球員簽下，被認為有望接棒獅子軍的游擊防區。

## 早年
林祖傑出生於基隆市。他在台南開始接受棒球訓練，在善化國小受王子燦啟蒙。國中階段，他先後就讀三間學校。起初進入屏東縣鶴聲國中，後轉學至臺南市善化國中；在善化國中期間，他代表中華隊參加2004年亞洲少棒錦標賽。三年級時，他再度轉學至屏東縣麟洛國中，與教練王子燦重逢。在王子燦的推薦下，他赴臺北市就讀強恕高中。

## 業餘成棒
林祖傑進入中國文化大學。2009年大一時，他在第一屆成棒盟主爭霸賽贏得MVP。2010年梅花旗大學棒球錦標賽，他在延長賽對台體的郭俊麟擊出再見安打，使文化大學晉級四強。接著第二屆盟主盃，他面對合作金庫擊出1分打點安打，終場文化大學亦以1：0獲勝。2012年甲組成棒春季聯賽，他對合作金庫擊出再見安打，中止其在當屆之14連勝。
- 新北市成棒隊（2013年）
- 國訓中心棒球隊（2013年－2014年）

合作金庫棒球隊（2014年－2018年9月）

## 職棒生涯
中華職棒統一獅隊自主培訓選手（2018年10月12日－2019年2月22日），正式球員（2019年2月23日－）
2019年3月30日於臺南市立棒球場面對Lamigo桃猿後援投手吳丞哲擊出生涯首支安打，帶有一分打點。
2019年5月19日於臺北市立天母棒球場面對Lamigo桃猿先發投手翁瑋均擊出生涯首支全壘打，帶有兩分打點。
2020年6月20日，於新莊棒球場對戰富邦悍將隊的比賽中，擊出個人職棒生涯首度的單場雙響砲。

## 職棒生涯成績
| 年度 | 球隊           | 出賽 | 打數 | 安打 | 全壘打 | 打點 | 盜壘 | 四死 | 三振 | 壘打數 | 雙殺打 | 打擊率 | 上壘率 | 長打率 | OPS   |
| ---- | -------------- | ---- | ---- | ---- | ------ | ---- | ---- | ---- | ---- | ------ | ------ | ------ | ------ | ------ | ----- |
| 2019 | 統一7-ELEVEn獅 | 80   | 219  | 48   | 4      | 24   | 3    | 15   | 55   | 72     | 3      | 0.219  | 0.265  | 0.329  | 0.594 |
| 2020 | 統一7-ELEVEn獅 | 103  | 319  | 82   | 7      | 39   | 4    | 24   | 54   | 114    | 8      | 0.257  | 0.309  | 0.357  | 0.666 |
| 2021 | 統一7-ELEVEn獅 | 96   | 258  | 58   | 1      | 17   | 6    | 16   | 42   | 71     | 11     | 0.225  | 0.284  | 0.323  | 0.544 |
| 2022 | 統一7-ELEVEn獅 | 50   | 96   | 20   | 0      | 5    | 4    | 8    | 17   | 26     | 1      | 0.208  | 0.267  | 0.271  | 0.538 |
| 2023 | 統一7-ELEVEn獅 | 59   | 138  | 27   | 0      | 9    | 1    | 13   | 28   | 34     | 2      | 0.196  | 0.265  | 0.246  | 0.511 |
| 2024 | 統一7-ELEVEn獅 | 58   | 90   | 27   | 1      | 12   | 0    | 6    | 19   | 36     | 2      | 0.300  | 0.337  | 0.400  | 0.737 |
| 合計 | 6年            | 446  | 1120 | 262  | 13     | 106  | 18   | 82   | 215  | 353    | 27     | 0.234  | 0.284  | 0.315  | 0.599 |

## 外部連結
- 林祖傑在台灣棒球維基館上的頁面（繁體中文）
- 林祖傑在中華職棒官網
- 林祖傑在Baseball-Reference.com（小聯盟以及海外聯盟）（英语）
- 林祖傑在Global Sports Archive（英语）